# أرلو آيسنبرج
أرلو آيسنبرج (بالإنجليزية: Arlo Eisenberg)‏ هو رائد أعمال أمريكي، ولد في 7 سبتمبر 1973 في دالاس في الولايات المتحدة.